# Screen Space Reflections
Screen Space Reflections bezeichnet in der 3D-Computergrafik Reflexionen, die auf den Sichtkegel des Betrachters, also dessen Bildschirminhalt (engl. Screen Space) reduziert sind. Im Gegensatz zu Raytracing ist das Verfahren deutlich weniger rechenintensiv, da bereits berechnete Bilder wiederverwendet werden. Die Spielfigur wird beispielsweise nicht gespiegelt, da die Vorderseite in First Person View oder Third-Person-Perspektive von der Grafik-Engine nicht dargestellt wird. Hierfür müssen andere Techniken eingesetzt werden. Um Flimmern zu vermeiden, Artefakte zu kaschieren und Leistung zu sparen, wird häufig temporale Verrechnung angewandt. Nachteile der Technologie werden häufig mit niedriger aufgelösten Cube Maps ausgeglichen, etwa wenn ein Strahl außerhalb des Bildes trifft.